# Pont d'Isil
El Pont d'Isil és un pont romànic del poble d'Isil, dins de l'antic terme d'Isil i l'actual d'Alt Àneu, a la comarca del Pallars Sobirà.
Es troba just a l'entrada meridional del poble d'Isil, i servia per accedir al territori de l'esquerra de la Noguera Pallaresa, riu que franqueja aquest pont.
De dimensions petites, consta d'un únic arc de mig punt. Fa 6,9 metres de llarg per 3,9 d'ample, amb 9,2 metres d'alçada fins al nivell habitual de l'aigua del riu. L'arc està format per dovelles fetes amb lloses allargades i ben treballades. El sòl del pont, protegit per una barana a cada costat, possiblement més modernes que el pont, està dividit en dues seccions que tenen el punt més elevat sobre el centre de la volta. És molt semblant al Pont d'Àrreu, situat a poca distància, més cap al sud.